# Spastica minus
Spastica minus es una especie de coleóptero de la familia Meloidae.

## Distribución geográfica
Habita en Brasil.